# Karl-Heinz Kelle
Karl-Heinz Kelle, auch Karl Heinz Kelle (* 5. Juni 1941) ist ein Flottillenadmiral a. D. der Deutschen Marine.

## Leben
Kelle trat 1960 in die Bundesmarine ein (Crew IV/60). Als Leutnant zur See war er von April 1964 bis März 1966 Kommandant des Schnellbootes Kormoran.
Als Kapitän zur See führte er vom 23. September 1989 bis 24. September 1992 das Kommando Marineführungssysteme.
1999 war er als Kapitän zur See Referatsleiter im Führungsstab der Marine im Bundesverteidigungsministerium in Bonn und wurde im gleichen Jahr Nachfolger von Flottillenadmiral Karl-Wilhelm Rosberg als Abteilungsleiter im Marineunterstützungskommando in Wilhelmshaven. Im Marineunterstützungskommando wurde er Admiral Marinerüstung. Im August 2000 übergab er in dieser Funktion und als Flottillenadmiral das deutsche Minenjagdboot Cuxhaven an die estnische Marine. Am 30. September 2001 schied er aus dem aktiven Dienst aus.

## Werke (Auswahl)
- Rüstungszusammenarbeit im Marineschiffbau. Europäische Sicherheit, Volume 46, Nr. 7, Juli 1997, S. 11+12.